# 2015-ös Formula–1 mexikói nagydíj
A mexikói nagydíj volt a 2015-ös Formula–1 világbajnokság tizenhetedik futama, amelyet 2015. október 30. és november 1. között rendeztek meg a mexikói Autódromo Hermanos Rodríguezen, Mexikóvárosban. 1992 óta ez volt az első mexikói nagydíj. Decemberben a FIA a 2015-ös mexikói nagydíjat az év legjobb eseményének járó díjjal tüntette ki.

## Szabadedzések

### Első szabadedzés
A mexikói nagydíj első szabadedzését október 30-án, pénteken délelőtt tartották.
| helyezés | versenyző        | csapat/motor         | elért idő | különbség | futott kör |
| -------- | ---------------- | -------------------- | --------- | --------- | ---------- |
| 1        | Max Verstappen   | Toro Rosso-Renault   | 1:25,990  | −         | 38         |
| 2        | Danyiil Kvjat    | Red Bull-Renault     | 1:26,295  | +0,305    | 27         |
| 3        | Kimi Räikkönen   | Ferrari              | 1:26,295  | +0,305    | 36         |
| 4        | Sebastian Vettel | Ferrari              | 1:26,886  | +0,896    | 31         |
| 5        | Daniel Ricciardo | Red Bull-Renault     | 1:27,185  | +1,195    | 28         |
| 6        | Nico Rosberg     | Mercedes             | 1:27,196  | +1,206    | 19         |
| 7        | Valtteri Bottas  | Williams-Mercedes    | 1:27,303  | +1,313    | 26         |
| 8        | Carlos Sainz Jr. | Toro Rosso-Renault   | 1:27,410  | +1,420    | 37         |
| 9        | Sergio Pérez     | Force India-Mercedes | 1:27,581  | +1,591    | 19         |
| 10       | Felipe Massa     | Williams-Mercedes    | 1:27,695  | +1,705    | 24         |
| 11       | Lewis Hamilton   | Mercedes             | 1:27,723  | +1,733    | 27         |
| 12       | Marcus Ericsson  | Sauber-Ferrari       | 1:28,498  | +2,508    | 27         |
| 13       | Pastor Maldonado | Lotus-Mercedes       | 1:28,559  | +2,569    | 30         |
| 14       | Felipe Nasr      | Sauber-Ferrari       | 1:28,579  | +2,589    | 25         |
| 15       | Jolyon Palmer    | Lotus-Mercedes       | 1:28,711  | +2,721    | 24         |
| 16       | Nico Hülkenberg  | Force India-Mercedes | 1:29,099  | +3,109    | 17         |
| 17       | Fernando Alonso  | McLaren-Honda        | 1:30,072  | +4,082    | 17         |
| 18       | Alexander Rossi  | Manor-Ferrari        | 1:30,619  | +4,629    | 23         |
| 19       | Jenson Button    | McLaren-Honda        | 1:32,091  | +6,101    | 9          |
| 20       | Will Stevens     | Manor-Ferrari        | 1:32,866  | +6,876    | 11         |

### Második szabadedzés
A mexikói nagydíj második szabadedzését október 30-án, pénteken délután tartották.
| helyezés | versenyző        | csapat/motor         | elért idő  | különbség | futott kör |
| -------- | ---------------- | -------------------- | ---------- | --------- | ---------- |
| 1        | Nico Rosberg     | Mercedes             | 1:21,531   | −         | 36         |
| 2        | Danyiil Kvjat    | Red Bull-Renault     | 1:21,776   | +0,245    | 27         |
| 3        | Daniel Ricciardo | Red Bull-Renault     | 1:21,868   | +0,337    | 28         |
| 4        | Lewis Hamilton   | Mercedes             | 1:21,961   | +0,430    | 33         |
| 5        | Sebastian Vettel | Ferrari              | 1:21,984   | +0,453    | 32         |
| 6        | Kimi Räikkönen   | Ferrari              | 1:22,399   | +0,868    | 33         |
| 7        | Valtteri Bottas  | Williams-Mercedes    | 1:22,721   | +1,190    | 28         |
| 8        | Fernando Alonso  | McLaren-Honda        | 1:22,993   | +1,462    | 36         |
| 9        | Jenson Button    | McLaren-Honda        | 1:23,109   | +1,578    | 25         |
| 10       | Felipe Massa     | Williams-Mercedes    | 1:23,289   | +1,758    | 32         |
| 11       | Nico Hülkenberg  | Force India-Mercedes | 1:23,290   | +1,759    | 34         |
| 12       | Pastor Maldonado | Lotus-Mercedes       | 1:23,363   | +1,832    | 24         |
| 13       | Carlos Sainz Jr. | Toro Rosso-Renault   | 1:23,364   | +1,833    | 41         |
| 14       | Felipe Nasr      | Sauber-Ferrari       | 1:23,430   | +1,899    | 39         |
| 15       | Sergio Pérez     | Force India-Mercedes | 1:23,597   | +2,066    | 33         |
| 16       | Romain Grosjean  | Lotus-Mercedes       | 1:23,614   | +2,083    | 26         |
| 17       | Marcus Ericsson  | Sauber-Ferrari       | 1:24,533   | +3,002    | 34         |
| 18       | Alexander Rossi  | Manor-Ferrari        | 1:25,940   | +4,409    | 29         |
| 19       | Will Stevens     | Manor-Ferrari        | 1:26,968   | +5,437    | 28         |
| 20       | Max Verstappen   | Toro Rosso-Renault   | idő nélkül | –         | 2          |

### Harmadik szabadedzés
A mexikói nagydíj harmadik szabadedzését október 31-én, szombaton délelőtt tartották.
| helyezés | versenyző        | csapat/motor         | elért idő | különbség | futott kör |
| -------- | ---------------- | -------------------- | --------- | --------- | ---------- |
| 1        | Nico Rosberg     | Mercedes             | 1:21,083  | −         | 23         |
| 2        | Lewis Hamilton   | Mercedes             | 1:21,097  | +0,014    | 23         |
| 3        | Daniel Ricciardo | Red Bull-Renault     | 1:21,201  | +0,118    | 21         |
| 4        | Sebastian Vettel | Ferrari              | 1:21,294  | +0,211    | 24         |
| 5        | Danyiil Kvjat    | Red Bull-Renault     | 1:21,530  | +0,447    | 27         |
| 6        | Sergio Pérez     | Force India-Mercedes | 1:21,603  | +0,520    | 27         |
| 7        | Valtteri Bottas  | Williams-Mercedes    | 1:21,772  | +0,689    | 26         |
| 8        | Carlos Sainz Jr. | Toro Rosso-Renault   | 1:21,775  | +0,692    | 28         |
| 9        | Felipe Massa     | Williams-Mercedes    | 1:21,945  | +0,862    | 27         |
| 10       | Nico Hülkenberg  | Force India-Mercedes | 1:22,010  | +0,927    | 25         |
| 11       | Max Verstappen   | Toro Rosso-Renault   | 1:22,039  | +0,956    | 31         |
| 12       | Pastor Maldonado | Lotus-Mercedes       | 1:22,042  | +0,959    | 21         |
| 13       | Romain Grosjean  | Lotus-Mercedes       | 1:22,184  | +1,101    | 24         |
| 14       | Marcus Ericsson  | Sauber-Ferrari       | 1:22,871  | +1,788    | 30         |
| 15       | Fernando Alonso  | McLaren-Honda        | 1:23,065  | +1,982    | 26         |
| 16       | Felipe Nasr      | Sauber-Ferrari       | 1:23,067  | +1,984    | 23         |
| 17       | Kimi Räikkönen   | Ferrari              | 1:24,648  | +3,565    | 4          |
| 18       | Will Stevens     | Manor-Ferrari        | 1:25,654  | +4,571    | 20         |
| 19       | Alexander Rossi  | Manor-Ferrari        | 1:28,176  | +7,093    | 8          |
| 20       | Jenson Button    | McLaren-Honda        | 1:29,336  | +8,253    | 4          |

## Időmérő edzés
A mexikói nagydíj időmérő edzését október 31-én, szombaton futották.
| helyezés              | rajtszám | versenyző        | csapat/motor         | 1. rész    | 2. rész  | 3. rész  | rajthely | futott kör |
| --------------------- | -------- | ---------------- | -------------------- | ---------- | -------- | -------- | -------- | ---------- |
| 1                     | 6        | Nico Rosberg     | Mercedes             | 1:20,436   | 1:20,053 | 1:19,480 | 1        | 23         |
| 2                     | 44       | Lewis Hamilton   | Mercedes             | 1:20,808   | 1:19,829 | 1:19,668 | 2        | 22         |
| 3                     | 5        | Sebastian Vettel | Ferrari              | 1:20,503   | 1:20,045 | 1:19,850 | 3        | 18         |
| 4                     | 26       | Danyiil Kvjat    | Red Bull-Renault     | 1:20,826   | 1:20,490 | 1:20,398 | 4        | 21         |
| 5                     | 3        | Daniel Ricciardo | Red Bull-Renault     | 1:21,166   | 1:20,783 | 1:20,399 | 5        | 23         |
| 6                     | 77       | Valtteri Bottas  | Williams-Mercedes    | 1:20,817   | 1:20,458 | 1:20,448 | 6        | 26         |
| 7                     | 19       | Felipe Massa     | Williams-Mercedes    | 1:21,379   | 1:20,642 | 1:20,567 | 7        | 26         |
| 8                     | 33       | Max Verstappen   | Toro Rosso-Renault   | 1:20,995   | 1:20,894 | 1:20,710 | 8        | 28         |
| 9                     | 11       | Sergio Pérez     | Force India-Mercedes | 1:20,966   | 1:20,669 | 1:20,716 | 9        | 21         |
| 10                    | 27       | Nico Hülkenberg  | Force India-Mercedes | 1:21,315   | 1:20,935 | 1:20,788 | 10       | 20         |
| 11                    | 55       | Carlos Sainz Jr. | Toro Rosso-Renault   | 1:20,960   | 1:20,942 |          | 11       | 20         |
| 12                    | 8        | Romain Grosjean  | Lotus-Mercedes       | 1:21,577   | 1:21,038 |          | 12       | 18         |
| 13                    | 13       | Pastor Maldonado | Lotus-Mercedes       | 1:21,520   | 1:21,261 |          | 13       | 19         |
| 14                    | 9        | Marcus Ericsson  | Sauber-Ferrari       | 1:21,299   | 1:21,544 |          | 14       | 19         |
| 15                    | 7        | Kimi Räikkönen   | Ferrari              | 1:21,422   | 1:22,494 |          | 19[1]    | 13         |
| 16                    | 14       | Fernando Alonso  | McLaren-Honda        | 1:21,779   |          |          | 18[2]    | 10         |
| 17                    | 12       | Felipe Nasr      | Sauber-Ferrari       | 1:21,788   |          |          | 15       | 12         |
| 18                    | 53       | Alexander Rossi  | Manor-Ferrari        | 1:24,136   |          |          | 16       | 10         |
| 19                    | 28       | Will Stevens     | Manor-Ferrari        | 1:24,386   |          |          | 17       | 9          |
| 107%-os idő: 1:26,067 |          |                  |                      |            |          |          |          |            |
| NK                    | 22       | Jenson Button    | McLaren-Honda        | idő nélkül |          |          | 20[3]    | 0          |

Megjegyzés:
- ↑ 1:  — Kimi Räikkönen autójában erőforrást és sebességváltót kellett cserélni, ezért összesen 35 rajthelyes büntetést kapott.[4]
- ↑ 2:  — Fernando Alonso autójában szintén hajtáslánc-elemeket kellett cserélni, ezért összesen 15 rajthelyes büntetést kapott.[5]
- ↑ 3:  — Jenson Button nem tudott részt venni az időmérő edzésen, ezért a sportbírók engedélyével állhatott fel a rajtrács végére. Autójába továbbá új erőforrást, turbófeltöltőt, MGU-H-t, MGU-K-t és elektronikus alkatrészeket kellett beszerelni (volt amelyből rögtön kettőt egymás után), ezért összesen 70 rajthelyes büntetést kapott.[6]

## Futam
A mexikói nagydíj futama november 1-jén, vasárnap rajtolt.
| helyezés | rajtszám | versenyző        | csapat/motor         | futott kör | idő/kiesés oka | rajthely | pont |
| -------- | -------- | ---------------- | -------------------- | ---------- | -------------- | -------- | ---- |
| 1        | 6        | Nico Rosberg     | Mercedes             | 71         | 1:42:35,038    | 1        | 25   |
| 2        | 44       | Lewis Hamilton   | Mercedes             | 71         | +1,954         | 2        | 18   |
| 3        | 77       | Valtteri Bottas  | Williams-Mercedes    | 71         | +14,592        | 6        | 15   |
| 4        | 26       | Danyiil Kvjat    | Red Bull-Renault     | 71         | +16,572        | 4        | 12   |
| 5        | 3        | Daniel Ricciardo | Red Bull-Renault     | 71         | +19,682        | 5        | 10   |
| 6        | 19       | Felipe Massa     | Williams-Mercedes    | 71         | +21,493        | 7        | 8    |
| 7        | 27       | Nico Hülkenberg  | Force India-Mercedes | 71         | +25,860        | 10       | 6    |
| 8        | 11       | Sergio Pérez     | Force India-Mercedes | 71         | +34,343        | 9        | 4    |
| 9        | 33       | Max Verstappen   | Toro Rosso-Renault   | 71         | +35,229        | 8        | 2    |
| 10       | 8        | Romain Grosjean  | Lotus-Mercedes       | 71         | +37,934        | 12       | 1    |
| 11       | 13       | Pastor Maldonado | Lotus-Mercedes       | 71         | +38,538        | 13       |      |
| 12       | 9        | Marcus Ericsson  | Sauber-Ferrari       | 71         | +40,180        | 14       |      |
| 13       | 55       | Carlos Sainz Jr. | Toro Rosso-Renault   | 71         | +48,772        | 11       |      |
| 14       | 22       | Jenson Button    | McLaren-Honda        | 71         | +49,214        | 20       |      |
| 15       | 53       | Alexander Rossi  | Manor-Ferrari        | 69         | +2 kör         | 16       |      |
| 16       | 28       | Will Stevens     | Manor-Ferrari        | 69         | +2 kör         | 17       |      |
| ki       | 12       | Felipe Nasr      | Sauber-Ferrari       | 57         | fékek          | 15       |      |
| ki       | 5        | Sebastian Vettel | Ferrari              | 50         | baleset        | 3        |      |
| ki       | 7        | Kimi Räikkönen   | Ferrari              | 21         | baleset        | 19       |      |
| ki       | 14       | Fernando Alonso  | McLaren-Honda        | 1          | erőforrás      | 18       |      |

## A világbajnokság állása a verseny után
| H   | Versenyzők       | Pont | H   | Konstruktőrök        | Pont |
| --- | ---------------- | ---- | --- | -------------------- | ---- |
| 1.  | Lewis Hamilton   | 345  | 1.  | Mercedes             | 617  |
| 2.  | Nico Rosberg     | 272  | 2.  | Ferrari              | 374  |
| 3.  | Sebastian Vettel | 251  | 3.  | Williams-Mercedes    | 243  |
| 4.  | Valtteri Bottas  | 126  | 4.  | Red Bull-Renault     | 172  |
| 5.  | Kimi Räikkönen   | 123  | 5.  | Force India-Mercedes | 112  |
| 6.  | Felipe Massa     | 117  | 6.  | Lotus-Mercedes       | 71   |
| 7.  | Danyiil Kvjat    | 88   | 7.  | Toro Rosso-Renault   | 65   |
| 8.  | Daniel Ricciardo | 84   | 8.  | Sauber-Ferrari       | 36   |
| 9.  | Sergio Pérez     | 68   | 9.  | McLaren-Honda        | 27   |
| 10. | Max Verstappen   | 47   | 10. | Manor-Ferrari        | 0    |

(A teljes táblázat)

## Statisztikák
- Vezető helyen:
  - Nico Rosberg: 65 kör (1-25), (29-45) és (49-71)
  - Lewis Hamilton: 6 kör (26-28) és (46-48)
- Nico Rosberg 12. győzelme, 20. pole-pozíciója és 14. leggyorsabb köre, ezzel első mesterhármasa.
- A Mercedes 43. győzelme.
- Nico Rosberg 39., Lewis Hamilton 85., Valtteri Bottas 8. dobogós helyezése.
- 23 év után az első mexikói nagydíj.